# Erna Möller
Erna Birgitta Irmgard Möller, född 14 mars 1940 i Oscars församling i Stockholm, är en svensk immunolog.
Möller ingick som ung forskare i Curt Frankssons forskargrupp som 1964 började utföra njurtransplantationer vid Serafimerlasarettet och senare flyttade sin verksamhet till Huddinge sjukhus. Hon doktorerade 1966 vid Karolinska Institutet och var där 1987–2007 professor i klinisk immunologi vid Institutionen för laboratoriemedicin.
Möller var 2003–2005 ledamot av Karolinska Institutets Nobelkommitté. Hon är sedan 1989 ledamot av Ingenjörsvetenskapsakademien och sedan 2003 ledamot av Vetenskapsakademien. Hon har varit verksam i styrelsen för Knut och Alice Wallenbergs stiftelse.
År 1995 utnämndes hon till hedersdoktor vid Åbo universitet.

### Fotnoter
1. ↑  Sveriges befolkning 1990
2. ↑  Läkartidningen 2006-11-29: Citatet - Erna Möller: »Jag har aldrig haft någon egentlig chef.«
3. ↑  Möller, Erna (1966) (på engelska). On humoral and cellular factors in cytotoxic reactions against allogeneic normal and neoplastic cells. Stockholm. Libris 734357
4. ↑  Karolinska Institutet: Erna Möller, läst 9 januari 2010
5. ↑  ”Forskning & Medicin nr 3, 2004: Maktfaktor i svensk forskning”. Arkiverad från originalet den 21 april 2010. https://web.archive.org/web/20100421014651/http://forskningochmedicin.vr.se/knappar/tidigarenummer/innehallnr32004/maktfaktorisvenskforskning.4.2aebc6b810f3c933b1580002998.html. Läst 9 januari 2010.
6. ↑  ”Kunniatohtorit 1995”. Åbo universitet. Arkiverad från originalet den 16 juni 2016. https://web.archive.org/web/20160616193012/http://www.utu.fi/fi/sivustot/promootio/kunniatohtorit/Sivut/Kunniatohtorit-1995.aspx. Läst 6 juli 2015.